# 아래턱신경
아래턱신경(mandibular nerve, V3), 또는 하악신경은 제5뇌신경 (CN V)인 삼차신경의 세 갈래 중 가장 큰 갈래이다. 들신경섬유 성분만 있는 삼차신경의 다른 두 갈래들(눈신경, 위턱신경)과 달리 아래턱신경은 들신경섬유와 날신경섬유 성분을 모두 가진다. 이 신경 섬유들은 아래턱과 얼굴의 구조물들에 분포하는데, 예시로는 혀, 아랫입술, 턱, 씹기근육(저작근)이 있다.

## 구조
큰 감각신경 뿌리는 삼차신경절의 측면에서 나와 타원구멍을 통해 머리안을 빠져나간다. 삼차신경의 작은 운동신경 뿌리는 삼차신경절 아래로 주행하여 타원구멍을 통해 머리뼈를 빠져나가고 머리뼈 바깥에서 감각신경 뿌리와 합쳐진다.
아래턱신경은 즉시 안쪽의 입천장긴장근과 가쪽의 가쪽날개근 사이로 주행하며 신경의 안쪽에서 뇌막가지와 안쪽날개근신경을 낸다. 그 후 아래턱신경은 작은 앞줄기와 큰 뒤줄기로 나뉜다.
앞갈래는 세 개의 주요 씹기근육들과 뺨의 감각 정보를 전달하는 볼신경으로 가지를 낸다. 뒤갈래는 세 개의 주요 감각신경 가지인 귓바퀴관자신경, 혀신경, 아래이틀신경을 내며 턱목뿔근과 턱두힘살근 앞힘살로 운동신경 가지를 낸다.

### 가지
아래턱신경은 다음과 같은 가지들을 낸다.
- 신경이 갈라지기 이전
  - 안쪽날개근, 고막긴장근, 입천장긴장근에 대한 날신경섬유인 근육가지들 (운동신경)[3]
  - 뇌막가지 (감각신경)
- 앞갈래에서
  - 깨물근신경 (운동신경)
  - 깊은관자신경, 앞뒤 모두(운동신경)
  - 볼신경 (감각신경)
  - 가쪽날개근신경 (운동신경)
- 뒤갈래에서
  - 귓바퀴관자신경 (감각신경)
  - 혀신경 (감각신경)
  - 아래이틀신경 (운동신경과 감각신경)
    - 턱끝신경 (감각신경 가지), 턱목뿔근에 분포하는 턱목뿔근신경(운동신경 가지)

## 분포
아래턱신경은 다음 구조물들에 분포한다.
앞갈래
(운동신경 분포)
- 깨물근신경 - 깨물근
- 안쪽날개근신경 -안쪽날개근, 고막긴장근
- 입천장긴장근신경, 입천장긴장근
- 뇌막동맥구멍을 통해 나오는 뇌막가지
- 가쪽날개근신경 - 가쪽날개근
- 깊은관자신경 - 관자근

(감각신경 분포)
- 볼신경 - 뺨 안(볼 점막)

뒤갈래
혀신경 부분
(맛을 제외한 감각)
- 혀의 앞쪽 2/3 (점막)

아래이틀신경 부분
(운동신경)
- 턱목뿔근신경 - 턱목뿔근
- 턱두힘살근 앞힘살

(감각신경)
- 이빨과 아래턱 이빨의 점막뼈막
- 턱과 아랫입술

귓바퀴관자신경 부분
- 머리덮개, 귓바퀴와 관자영역

## 같이 보기
- 뇌신경

- 삼차신경

- 눈신경
- 위턱신경